# La Femme du roi
La Femme du roi  – ou Te arii vahine – est un tableau réalisé par le peintre français Paul Gauguin en 1896. Cette huile sur toile de format horizontal représente une Polynésienne nue allongée sous un arbre un éventail derrière sa tête. La composition comprend en outre des mangues à côte d'elle au premier plan, d'où l'existence d'un titre alternatif, La Femme aux mangos. L'œuvre fait partie des collections du musée des Beaux-Arts Pouchkine, à Moscou, en Russie.